# 中部航空施設隊
中部航空施設隊（ちゅうぶこうくうしせつたい）は、入間基地に所在する中部航空方面隊隷下の航空施設隊である。

## 沿革
- 1961年（昭和36年）02月01日： 入間基地において新編

## 部隊編成
- 隊本部
- 第1作業隊
- 第2作業隊（小松基地）
- 第3作業隊（百里基地）

## 主要幹部
| 官職名             | 階級    | 氏名     | 補職発令日      | 前職                              |
| ------------------ | ------- | -------- | --------------- | --------------------------------- |
| 中部航空施設隊司令 | 1等空佐 | 北川圭野 | 2023年03月016日 | 航空自衛隊支援集団司令部 施設課長 |

| 代 | 氏名       | 在職期間                                                   | 前職        | 後職                           |
| -- | ---------- | ---------------------------------------------------------- | ----------- | ------------------------------ |
| 初 | 大矢正男   | 1961年 2月 1日 -1961年 7月31日                             |             |                                |
| 2  | 小沼広人   | 1961年 8月 1日 -1963年 3月15日                             |             |                                |
| 3  | 三宅得二郎 | 1963年 3月16日 -1965年 8月19日                             |             |                                |
| 4  | 大矢正男   | 1965年 8月20日 -1968年 7月15日                             |             |                                |
| 5  | 大橋章八   | 1968年 7月 16日 -1970年 7月15日                            |             |                                |
| 6  | 野地弘     | 1970年 7月16日 -1971年 9月30日                             |             |                                |
| 7  | 鈴木淳一   | 1971年10月 1日 -1973年09月30日 ※1972年07月01日 1等空佐昇任 | （2等空佐） | 防衛施設庁施設部施設企画課勤務 |
| 8  | 中島敏夫   | 1973年10月 1日 - 0000年00月00日                            | （2等空佐） | 中部航空施設隊司令             |

| 代 | 氏名       | 在職期間                                                    | 前職                                                    | 後職                                                |
| -- | ---------- | ----------------------------------------------------------- | ------------------------------------------------------- | --------------------------------------------------- |
| 8  | 中島敏夫   | 年 月 日 - 1976年08月01日 ※1974年07月01日 1等空佐昇任       | 中部航空施設隊長 （2等空佐）                            | 航空自衛隊補給統制処付                              |
| 9  | 村上昭吉   | 1976年 8月 2日 - 1978年07月31日 ※1977年04月01日 1等空佐昇任 | （2等空佐）                                             | 防衛施設庁施設部施設企画課 施設連絡官               |
| 10 | 渡邊幸郎   | 1978年08月01日 - 1980年01月31日                             | 航空総隊司令部装備部施設班長                            | 航空幕僚監部防衛部施設課計画班長                    |
| 11 | 中山仁廣   | 1980年02月01日 - 1981年10月15日                             | 航空幕僚監部防衛部施設課 建設第1班長                    | 航空自衛隊第3術科学校第2教育部長                    |
| 12 | 中島脩     | 1981年10月16日 -1982年 8月 1日                              |                                                         |                                                     |
| 13 | 川上昭     | 1982年08月02日 - 1985年07月31日                             | 防衛施設庁施設部施設企画課勤務                          | 中部航空方面隊司令部勤務                            |
| 14 | 福元純朗   | 1985年08月01日 - 1986年07月31日                             | 航空中央業務隊勤務                                      | 防衛施設庁施設部施設企画課 施設連絡官               |
| 15 | 庄福忠生   | 1986年08月01日 - 1987年12月10日                             | 第5高射群副司令                                         | 防衛施設庁施設部施設企画課 施設連絡官               |
| 16 | 伊藤文夫   | 1987年12月11日 - 1989年03月21日                             | 航空幕僚監部防衛部施設課計画班長                        | 第8航空団副司令                                     |
| 17 | 永崎睦男   | 1989年03月22日 - 1990年12月16日                             | 航空幕僚監部防衛部施設課計画班長                        | 航空教育隊第1教育群司令                             |
| 18 | 大塚惠司   | 1990年12月17日 - 1992年11月30日                             | 航空自衛隊第3術科学校第2教育部長                        | 防衛施設庁施設部施設企画課 施設連絡官               |
| 19 | 宇田津紘士 | 1992年12月01日 - 1994年08月14日                             | 航空自衛隊補給本部総務部総務課長                        | 航空教育集団司令部装備部装備課長                    |
| 20 | 乾武保     | 1994年08月15日 - 1996年07月31日                             | 北部航空施設隊司令                                      | 第1航空団副司令                                     |
| 21 | 日下英義   | 1996年08月01日 - 1997年11月30日                             | 航空自衛隊第4補給処東北支処長 兼 東北町分屯基地司令     | 退職（空将補昇任）                                  |
| 22 | 遠藤達     | 1997年12月01日 - 1999年 3月31日                             | 西部航空施設隊司令                                      |                                                     |
| 23 | 松本猛     | 1999年04月01日 - 2001年 3月31日                             | 航空幕僚監部監理部総務課 基地対策室長                   |                                                     |
| 24 | 冨久田聡   | 2001年04月01日 - 2003年07月31日                             | 第4航空団基地業務群司令                                 | 航空自衛隊第4補給処東北支処長 兼 東北町分屯基地司令 |
| 25 | 飯田和良   | 2003年08月01日 - 2004年07月31日                             | 航空総隊司令部装備部施設課長                            | 退職（勧奨）                                        |
| 26 | 田口克己   | 2004年08月01日 - 2006年12月 4日                             | 航空自衛隊第3術科学校業務部長                           |                                                     |
| 27 | 石川博一   | 2006年12月 5日 - 2008年11月30日                             |                                                         | 航空幕僚監部総務部総務課 基地対策室長               |
| 28 | 碓氷栄三   | 2008年12月01日 - 2011年07月31日                             | 統合幕僚学校教育課第2教官室 学校教官                    | 中部航空方面隊司令部付                              |
| 29 | 山川勝     | 2011年08月01日 - 2013年03月31日                             | 航空総隊司令部装備部施設課長                            | 航空自衛隊幹部学校計画課長                          |
| 30 | 井上力     | 2013年04月01日 - 2014年08月31日                             | 航空幕僚監部防衛部施設課管理班長                        | 中部航空方面隊司令部付                              |
| 30 | 加藤史彦   | 2014年09月01日 - 2017年03月31日                             | 航空総隊司令部装備部施設課長                            | 南西航空混成団司令部総務課長                        |
| 31 | 山﨑浩二   | 2017年04月01日 -2020年 5月31日                              | 航空幕僚監部防衛部施設課 施設整備企画調整官 兼 計画班長 | 航空幕僚監部防衛部施設課長                          |
| 32 | 松井俊暁   | 2020年06月01日 -2023年 3月15日                              | 航空幕僚監部防衛部施設課 施設整備企画調整官 兼 計画班長 | 航空幕僚監部防衛部施設課長                          |